# Yvonne Hofstetter

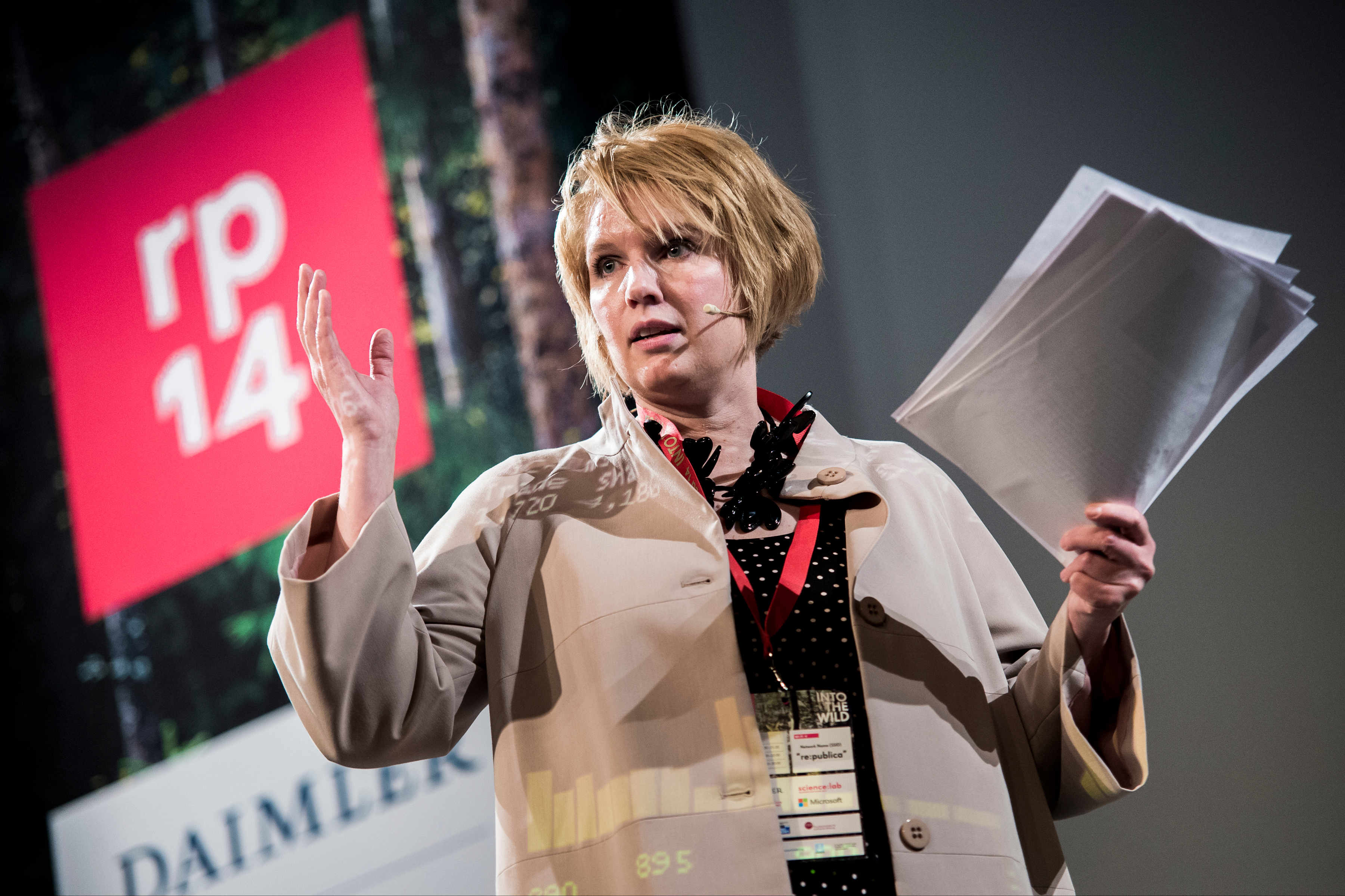
Yvonne Hofstetter, 2014

Yvonne Hofstetter (* 1966 in Frankfurt am Main) ist eine deutsche Essayistin, Sachbuchautorin. und Unternehmerin.

## Leben
Hofstetter besuchte eine Klosterschule der Congregatio Jesu („Englische Fräulein“) und studierte Jura.
Yvonne Hofstetter lebt in Freising.
Hofstetter nutzt selber kein Smartphone, hat kein Facebook-Konto, kritisiert das durch deren große Verbreitung leicht mögliche massenweise Sammeln von Daten und empfiehlt Datensparsamkeit. Sie zählt zu den Initiatoren der Charta der Digitalen Grundrechte der Europäischen Union.

## Rezeption
Zu Hofstetters Buch Das Ende der Demokratie bemerkte Thomas Thiel in der FAZ: „Ihre Vorschläge sind durchdacht und flüchten nicht in die Utopie. […] Trotz mancher Längen ist Hofstetter eine bestechende Analyse geglückt. Europa sollte keine Zeit verlieren, ihre Vorschläge umzusetzen.“ Auch Jens-Christian Rabe wertete in der SZ: „ ‚Das Ende der Demokratie‘ ist ein sehr gutes Buch, das einem sehr schlechte Laune macht.“
Dagegen sei Hofstetter nach Spiegel-Autor Manfred Dworschak „Meisterin des ganz großen Getöses“. Doch überstiegen „solche Visionen von regierenden Automaten bei Weitem die Fähigkeiten der Computertechnik auf absehbare Zeit“ und es habe Methode, dass sie „flink wie eine Hütchenspielerin […] unentwegt von solidem Erklären zu schwadronierender KI-Esoterik und retour“ wechsele.

## Unternehmerin
Seit 1999 ist sie in Softwareunternehmen tätig. Seit 2009 ist sie Geschäftsführerin der Teramark Technologies GmbH. 2011 erwirtschaftete die Firma einen Überschuss von 8.330,47 Euro, 2012 waren es 2.466,05 Euro. Das Unternehmen befindet sich mit Stand vom 13. November 2018 in Liquidation.
Zusammen mit Christian Brandlhuber gründet sie im Jahr 2020 das KI-Unternehmen 21strategies mit Sitz in Hallbergmoos. Als CEO ist sie im Jahr 2023 am Verkauf von 21strategies an den Rüstungskonzern Hensoldt beteiligt.

## Auszeichnungen
- 2018: Theodor-Heuss-Preis

## Veröffentlichungen (Auswahl)
- Sie wissen alles – Wie intelligente Maschinen in unser Leben eindringen und warum wir für unsere Freiheit kämpfen müssen, Bertelsmann, München 2014, ISBN 978-3-570-10216-9.
- Die Macht der Algorithmen: Selbstbestimmung trotz(t) künstlicher Intelligenz, Akademie für Politische Bildung, Bayerischer Landtag, 11. November 2014, München / Tutzing 2015.
- Das Ende der Demokratie – Wie die künstliche Intelligenz die Politik übernimmt und uns entmündigt, Bertelsmann, München 2016, ISBN 978-3-570-10306-7.
- Der unsichtbare Krieg : wie die Digitalisierung Sicherheit und Stabilität in der Welt bedroht, Droemer, München 2019, ISBN 978-3-426-27786-7.